# 里弗代爾 (喬治亞州)
里弗代爾（英語：Riverdale）是一個位於美國喬治亞州克萊頓縣的城市。

## 地理
里弗代爾的座標為33°33′53″N 84°24′38″W / 33.56472°N 84.41056°W，而該地的平均海拔高度為282米（即925英尺）。

## 人口
根據2010年美國人口普查的數據，里弗代爾的面積為11.77平方千米，當中陸地面積為11.74平方千米，而水域面積為0.03平方千米。當地共有人口15134人，而人口密度為每平方千米1,285人。